# Neosemantyzacja
Neosemantyzacja – nadawanie wyrazom (leksemom) nowych znaczeń lub poszerzanie ich istniejących znaczeń. Oprócz neosemantyzacji dokonującej się pod wpływem obcym (por. kalkowanie) rozwija się neosemantyzacja rodzima. Do nowszych neosemantyzmów w języku polskim należą np. określenia „nagłośnić”, „wyciszyć sprawę”, „wnioskować o coś”, „komórka” (telefon komórkowy).